# 瓦朗斯 (夏朗德省)
瓦朗斯（法語：Valence，法語發音：[valɑ̃s] ⓘ）是法国夏朗德省的一个市镇，位于该省北部，属于孔福朗区。

## 地理
瓦朗斯（45°53'6"N, 0°18'34"E）面积10.87 平方千米，位于法国新阿基坦大区夏朗德省，该省份为法国西部内陆省份，北起德塞夫勒省和维埃纳省，东临上维埃纳省，东南至多尔多涅省，南至多爾多涅省，西接滨海夏朗德省。
与瓦朗斯接壤的市镇（或旧市镇、城区）包括：塞勒弗鲁安、圣弗龙、拉塔什、旺图斯、圣马里、瓦勒德博尼约尔。
瓦朗斯的时区为UTC+01:00、UTC+02:00（夏令时）。

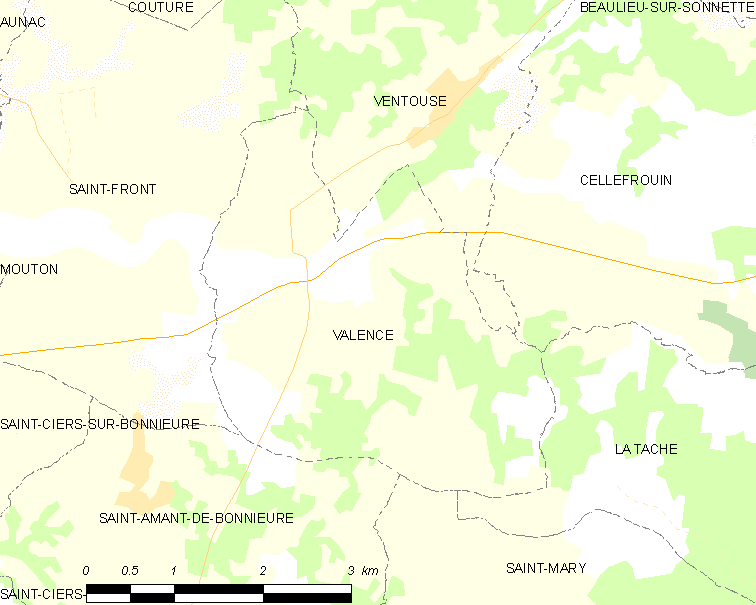
瓦朗斯的OSM定位图

## 行政
瓦朗斯的邮政编码为16460，INSEE市镇编码为16392。

## 政治
瓦朗斯所属的省级选区为布瓦克斯-芒卢瓦县。

## 人口

1962-2008年间瓦朗斯人口变化图示

瓦朗斯于2022年1月1日时的人口数量为190人。